# ایزاک دوم
ایزاک دوم یا اسحاق دوم با عنوان کامل ایزاک دوم آنجلوس(به یونانی: Ισαάκιος Β’ Άγγελος, Isaakios II Angelos)(به انگلیسی: Isaac II Angelos) (زادهٔ پیرامون ۱۱۳۵ — درگذشتهٔ فوریه ۱۲۰۴) امپراتور روم شرقی (بیزانس) از ۱۱۸۵ تا زمان برکناری و زندانی شدنش در ۱۱۹۵ و سپس برای مدت کوتاهی مجدداً از ۱۲۰۳ تا برکناری و زندانی‌شدن دوباره‌اش در ۱۲۰۴ بود.

## زندگینامه

### رسیدن به قدرت
در ۱۱۸۵ آندرونیکوس یکم، امپراتور وقت بیزانس که پس از حملهٔ نورمان‌ها نگران تاج و تخت خود شده و پیشگویی به او گفته بود که پس از او فردی به نام ایزاک جانشینش خواهد شد فرمان مرگ ایزاک آنجلوس را صادر نمود. اما ایزاک با کشتن دستگیرکنندهٔ خود گریخت و برای حفظ جانش در کلیسایی در پایتخت پناه گرفت. مردم قسطنطنیه که از ستم‌گری‌های آندرونیکوس یکم به ستوه آمده بودند او را امپراتور خوانده و به کاخ آندرونیکوس حمله کردند. آندرونیکوس با قایقی به سوی روسیه گریخت و ایزاک با عنوان ایزاک دوم به امپراتوری بیزانس رسید. او سپس فرمان دستگیری فرمانروای پیشین را صادر کرد. آندرونیکوس که وزش باد مخالف مانع فرارش شده بود در همان سال دستگیر و پس از چندین روز شکنجه و اذیت و آزار به‌دست مردم به‌قتل رسید. 

### دوران حکومت
آغاز حکومت ایراک دوم با پیروزی سرنوشت‌ساز ژنرال آلکسیوس براناس بر نورمان‌هایی همراه شد که پس از حمله به امپراتوری در ۱۱۸۵ و غارت تسالونیکا، اینک از خاک یونان (به‌جز جزایر سفالونیا و زاسینتوس ) بیرون رانده شده بودند. اما علی‌رغم این پیروزی او نتوانست قبرس را از دست ایزاک کومننوس شورشی که در ۱۱۸۵ خود را حاکم مستقل آن جزیره اعلام کرده بود خارج سازد. ایزاک دوم همچنین در سرکوب شورش بلغارها و ولاک‌ها در پایان همان سال و باوجود لشکرکشی‌هایش علیه آنان در فاصلهٔ ۱۱۸۶ تا ۱۱۸۷ ناموفق بود و در ۱۱۸۷ مجبور شد تا دومین امپراتوری بلغارستان را به رسمیت بشناسد.

### سومین جنگ صلیبی
در ۱۱۸۹ ایزاک درگیر سومین جنگ صلیبی شد. فرماندهٔ صلیبیون امپراتور آلمان فردریک بارباروسا بود که داشت سپاهیانش را از قلمرو امپراتوری بیزانس حرکت می‌داد. ایزاک دوم به‌منظور حفظ موقعیت خود عهدنامه‌ای را با صلاح‌الدین ایوبی منعقد ساخت اما دیری نپایید که مجبور به کمک به فردریک یکم شد. او عهدنامهٔ آدریانوپول را در ۱۱۹۰ با او امضا نمود و نیروهای فردریک یک ماه پس از آن از هلسپونت به آسیای صغیر منتقل شدند.

### برکناری از قدرت و زندانی شدن
ایزاک اینک فرصت یافته بود تا توجهش را به بالکان معطوف سازد و در ۱۱۹۰ موفق شد تا شکوه بیزانس را با شکست دادن استفان نمانیا، پادشاه صربستان به آن بازگرداند. با کمک مجارها، او لشکرکشی‌ای را علیه بلغارها تدارک دید و به همین منظور سپاهی را در بهار ۱۱۹۵ در شهر سیپسلا گردآورد. 
ایزاک دوم ناگهان در ۸ آوریل همان سال توسط برادرش الکسیوس از قدرت خلع، کور و همراه پسرش آلکسیوس (بعدتر امپراتور آلکسیوس چهارم) زندانی شد و پس از آن برادرش با عنوان آلکسیوس سوم بر تخت امپراتوری بیزانس نشست.

### چهارمین جنگ صلیبی و بازگشت به قدرت
در ۱۲۰۱ آلکسیوس، پسر ایزاک موفق به فرار به آلمان شد و با دادن وعده‌هایی به فرماندهان صلیبیون در آنجا موفق شد تا چهارمین جنگ صلیبی را به‌منظور بازگرداندن پدرش به قدرت به قسطنطنیه بکشاند. صلیبیون در ژوئیه ۱۲۰۳ موفق به فتح شهر شدند، آلکسیوس سوم همراه با گنجینه‌هایی از پایتخت گریخت و ایزاک دوم پس از تحمل ۸ سال زندان بار دیگر در ۱ اوت همان سال به قدرت بازگشت. او سپس به عنوان امپراتور مشترک با پسرش که اینک عنوان امپراتور آلکسیوس چهارم را داشت تاجگذاری کرد.

### برکناری دوباره از قدرت و مرگ
حضور صلیبیون در قسطنطنیه و رفتارهای آنها باعث بروز نارضایتی بین مردم شهر و درگیری‌هایی بین دو طرف شد که در نهایت به شورشی مردمی به رهبری آلکسیوس پنجم (داماد آلکسیوس سوم) در ژانویه ۱۲۰۴ انجامید. در نتیجهٔ این شورش هر دو امپراتور از قدرت خلع و زندانی شدند و آلکسیوس پنجم قدرت را در دست گرفت. به فرمان او آلکسیوس چهارم را در ۸ فوریه ۱۲۰۴ خفه کردند و ایزاک دوم نیز چند روز پس از او در زندان درگذشت.